# Raumfahrt Indiens
Die Aktivitäten der Raumfahrt Indiens begannen, wie bei den meisten Raumfahrtnationen, auf Basis der Entwicklung militärischer Trägerraketen. Für die staatlichen Weltraumaktivitäten ist seit den 1970er-Jahren die Raumfahrtbehörde ISRO (Indian Space Research Organisation) zuständig.
Leistungsfähige Höhenforschungsraketen wurden ab 1963 gestartet. Die Raketenstarts erfolgten auf der Station Thumba Equatorial Rocket Launching Station (TERLS) bei Thumba. Wegen deren Lage zwischen Arabischem Meer und Ceylon war aber dort der Start von Erdsatelliten nicht möglich. Für diese wurde 1969 ein Startplatz auf der Insel Sriharikota gebaut. Neben günstiger Verkehrsanbindung liegt diese Basis nahe am Äquator sowie an großen Wasserflächen nach Osten, in deren Richtung die meisten Satellitenstarts erfolgen.

## Erste Satellitenstarts

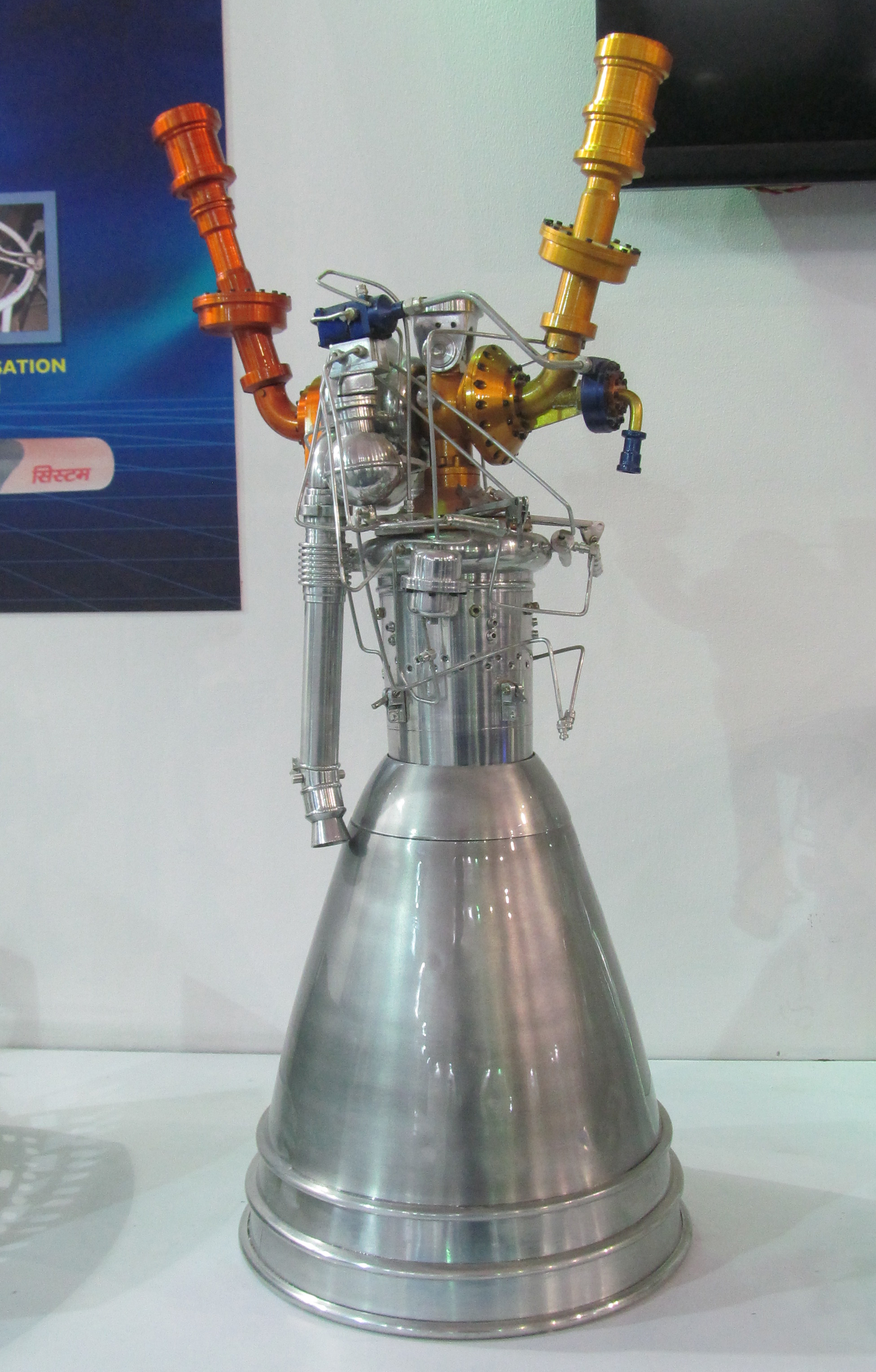
Triebwerk Vikas der ISRO

Von Sriharikota wurde erstmals 1971 ein suborbitaler Flug der Höhenforschungsrakete RH-125 durchgeführt. Die erste Erdumkreisung  sollte im August 1979 erfolgen, doch erreichte der Satellit Rohini 1A nicht die vorgesehene Umlaufbahn. Erfolgreich war hingegen der Start von Rohini 1B am 18. Juli 1980 mit der sogenannten SLV-Rakete, womit Indien als 7. Staat ein Satellitenstart gelang.
Seit den 1990ern dienen indische Trägerraketen für zahlreiche solcher Starts, auch für Nachrichten- und Kleinsatelliten der ESA und NASA. Die Raketen sind inzwischen relativ zuverlässig und die Starts preiswert.
Sie sind daher für Staaten ohne eigenes Raumfahrtprogramm eine günstige Gelegenheit, eigene Satelliten zu starten. So wurden die ersten Kleinsatelliten der Schweiz (SwissCube 2009), Österreichs (BRITE 2012) und Argentiniens (Pehuensat-1, 2007) von Südindien aus in ihre Umlaufbahnen gebracht. Doch auch größere Länder wie Deutschland (ab 2001), Frankreich oder Kanada lassen von Indien Satellitenstarts durchführen.
Besonders erfolgreich ist die Satellitenrakete Polar Satellite Launch Vehicle (PSLV), die bis zu 1800 kg in eine sonnensynchrone Erdumlaufbahn bringen kann.
Siehe auch: Liste der PSLV-Raketenstarts

## Bemannte Raumfahrt
Für die bemannte Raumfahrt wurden die ersten Schritte 1982 durch eine Kooperation mit der Sowjetunion gesetzt. Die zwei indischen Kosmonauten Ravish Malhotra, und Rakesh Sharma begannen in Russland ihr Training und Sharma nahm am sowjetisch-indischen Raumflug Sojus T-11 im April 1984 teil.
Für Flüge mit dem Space Shuttle der NASA trainierten ab 1984 die Testpiloten Nagapathi Bhat und Radhakrishnan, doch wurde der für 1986 vorgesehene Flug STS-61-I nach der Challenger-Katastrophe abgesagt.
Ein eigenes Programm für bemannte Raumfahrt – heute als Gaganyaan-Programm bekannt – wird seit 2006 verfolgt. Der erste bemannte Flug mit dem Gaganyaan-Raumschiff soll 2025 stattfinden. Vier indische Militärpiloten trainierten dafür ab 2020 im Juri-Gagarin-Kosmonautentrainingszentrum in Russland.

## Flüge zu anderen Himmelskörpern
Ein erster Erfolg war am 22. Oktober 2008 der Start der Mondsonde Chandrayaan-1 im Rahmen des Chandrayaan-Programms. Sie umrundete den Erdtrabanten als Mondorbiter mehr als 3400 Mal und sandte zahlreiche Messdaten und Fotos zur Erde. Ende August 2009 brach jedoch der Funkkontakt ab.
Am 5. November 2013 startete der Marsorbiter Mars Orbiter Mission mit einer PSLV-XL-Rakete und erreichte am 24. September 2014 den Mars.
Im August 2023 landete dann Chandrayaan-3 erfolgreich auf dem Mond. Indien wurde damit zum vierten Land, dem eine Mondlandung gelungen ist. Diese Mission wird als großer Prestigeerfolg für Indien gesehen, auch weil einige Tage zuvor die russische Mondlandesonde Luna 25 abgestürzt war. 
Es sind weitere Missionen zu Mond, Mars und Venus geplant oder angedacht (vgl. Zeitleiste der Erkundung des Weltraums #Geplante Missionen).

## Weitere Aktivitäten
Ende 2005 begann die ISRO mit Bodentests neu entwickelter kryogener Trägerraketen (mit flüssigem Sauerstoff und Wasserstoff). Im Zentrum stand zunächst die Oberstufe der GSLV-Rakete für Starts in eine geostationäre Umlaufbahn. Der erste Start einer GSLV war zwar schon 2001 erfolgt, jedoch noch mit der russischen Oberstufe 12KRB. Indien verfügt nun nach den USA, Europa, China, Russland und Japan ebenfalls über kryogene Raketentechnologie.
Verstärkt wurden auch die Starts von Nachrichtensatelliten für andere Länder sowie die Weiterentwicklung des Forschungssatelliten Cartosat-2, Cartosat-2A und Cartosat-2B (nach dem erfolgreichen CartoSat 1 2005).

## Fehlschläge
Ein gravierender Rückschlag war am 25. Dezember 2010 zu beklagen. Beim Start des Satelliten GSAT-5P zerbrach die Trägerrakete GSLV nach einer Bahnabweichung.
Bei der zweiten Mondsonde Chandrayaan-2 kam es am 6. September 2019 zu einer Bruchlandung des Landers.

## Militärische Raketen
Im Folgenden wird ein Überblick der militärischen Mittel- und Langstreckenraketen gegeben. Letztere wurden seit 1998 (erste indische Atombombe) für die nukleare Abschreckung entwickelt. Doch werden sie teilweise bzw. als einzelne Raketenstufen auch für die Trägerraketen der Raumfahrt eingesetzt. 1983 wurde unter Ministerpräsidentin Indira Gandhi das Integrated Guided Missile Development Program (IGMDP) gegründet, um vier Militärraketen unterschiedlicher Reichweite zu entwickeln.
- Prithvi („Erde“) seit 1987, in Anlehnung an den Antrieb der russischen Flugabwehrrakete S-75. Einstufige Flüssigkeitsrakete in 3 Varianten mit Reichweite bis 350 km, und ab ca. 2003 seegestützte Variante Dhanush.
- Agni ("Feuer): Agni I seit 1989, zweistufige Mittelstreckenrakete bis 1500 km, ab 2002 bis 2.500 km. Erste Stufe als Feststoffrakete auf Basis der US-Scout, dient seit 1992 als Satellitenträger SLV-3. Obere Stufe ist die Flüssigkeitsrakete Prithvi. Weiterentwicklung Agni II seit 2002, Nutzlast 1000 kg bis 3.000 km, sowie Agni III seit 2005, bis ~4.000 km.
- Agni IV: Langstreckenrakete 20 Meter, 17.000 kg, Tests 2011. Steuerung mit Laserkreiseln. Reichweite 4–5000 km, Nutzlast konventionell oder nuklear. 
Weiterentwicklung Agni V seit 2012, Interkontinentalrakete.
- Kombination zu Satellitenträgern:
  - Polar Satellite Launch Vehicle (PSLV) 1996, vierstufig, bis 1 t Nutzlast in Erdumlaufbahn
  - Geosynchronous Satellite Launch Vehicle (GSLV) 2001, vierstufig, bis 2,5 t in geostationäre Bahn.